# نووکاراگوشوو
نووکاراگوشوو (انگلیسی: Novokaragushevo) یک شهرک در شهرستان بورایفسکی باشقیرستان کشور روسیه است.